# Werderstraße (Schwerin)

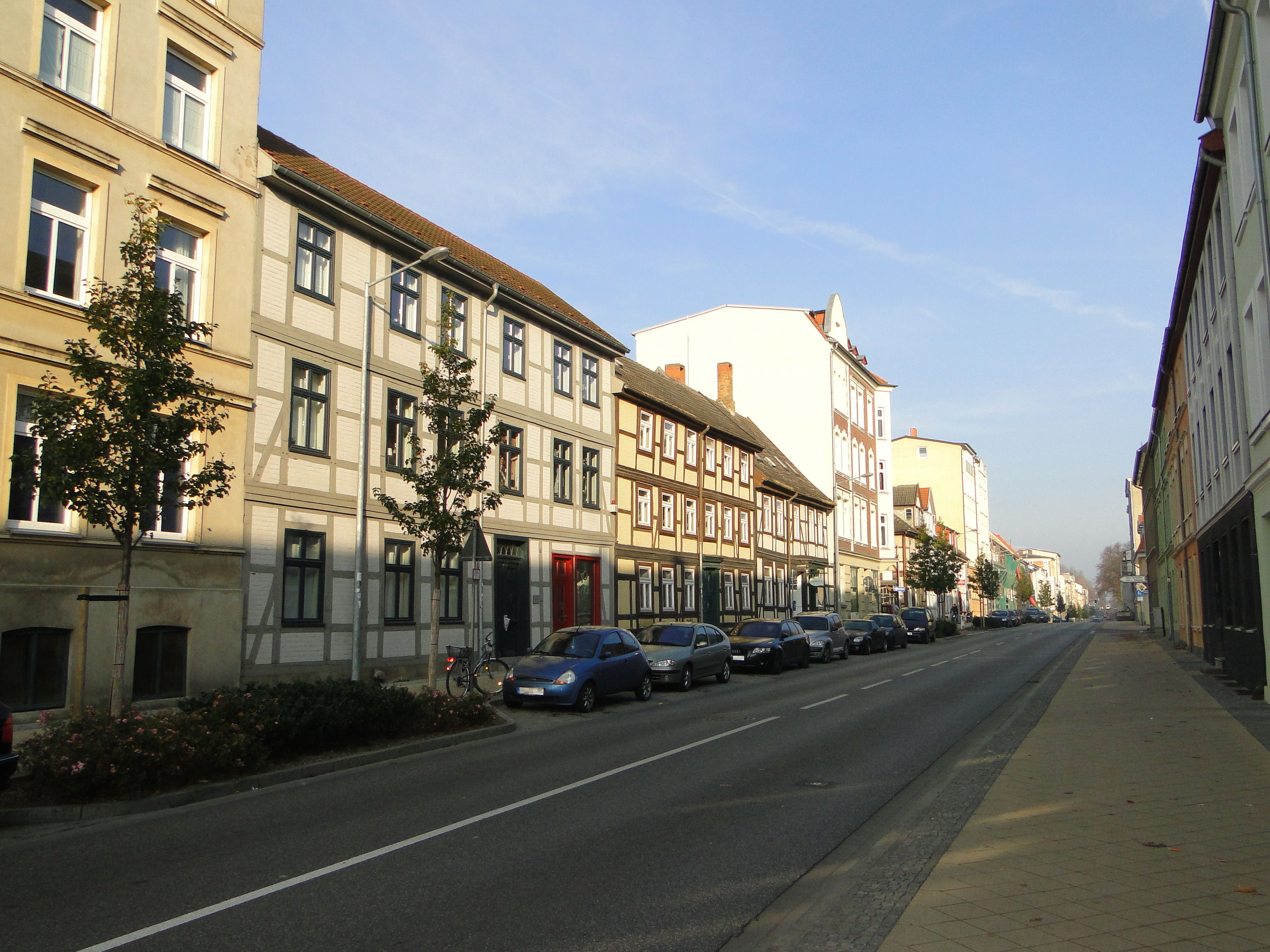
Nr. 59–75

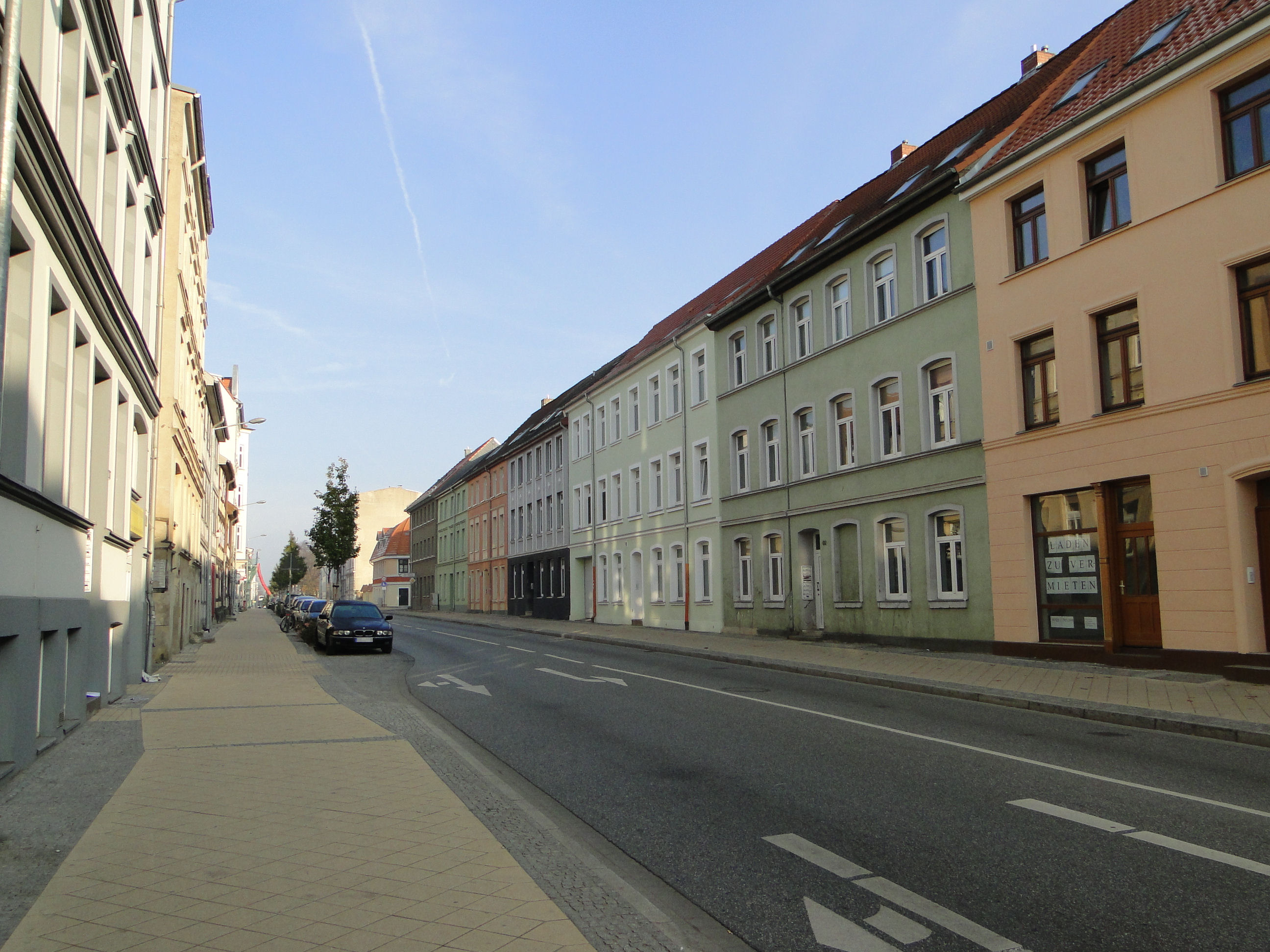
Nr. 52–62

Die Werderstraße (Ausspracheⓘ) ist eine 1800 Meter lange Durchfahrtsstraße in Schwerin in den Stadtteilen Werdervorstadt, Schelfstadt und Altstadt. Sie führt, teilweise auch als Bundesstraße 104, in Nord-Süd-Richtung von der Güstrower Straße / Lagerstraße / Am Güstrower Tor bis zur Schloßstraße in der Altstadt.

## Nebenstraßen
Die Neben- und Anschlussstraßen wurden benannt als Güstrower Straße nach der Residenzstadt Güstrow, Lagerstraße nach den früheren Speicher- und Lagergebäuden, Am Güstrower Tor nach dem früheren Tor, Knaudtstraße nach dem Schweriner Hofrat Johann Friedrich Knaudt (1792–1868), Walther-Rathenau-Straße nach dem ermordeten Reichsaußenminister (DDP) (1867–1922), Robert-Koch-Straße nach dem Mediziner, Mikrobiologen und Nobelpreisträger (1843–1910), Hospitalstraße nach dem früheren Krankenhaus bzw. der Werderklinik, Lehmstraße, Bornhövedstraße nach dem Ort zweier Schlachten im Mittelalter, Amtstraße nach dem Rathaus (= Amt) der Schelfstadt, Jahnstraße nach dem Turnpädagogen Friedrich Ludwig Jahn (1778–1852), Grüne Straße nach der früheren unbebauten Grünzone bis zum Schweriner See, Schliemannstraße nach dem mecklenburgischen Kaufmann und Archäologen Heinrich Schliemann (1822–1890), Großer Moor nach dem früheren Moorgebiet, Lennéstraße nach dem Gartenarchitekten Peter Joseph Lenné (1789–1866) und Schloßstraße nach dem Schweriner Schloss.

## Geschichte

### Name
Die Straße wurde benannt nach dem Werder als leicht erhöhtes Gebiet in einem Niederungs- und Seengebiet. Werder steht auch für eingedeichtes oder aus Sumpf trockengelegtes und als Moorbesiedlung urbar gemachtes Land. Auch der Name Schelfe bzw. Schelfstadt steht für eine Ansiedlung am Schilf.
Der südliche Straßenabschnitt von der Schloßstraße bis um Nr. 125 hieß bis 1945 Annastraße.

### Entwicklung

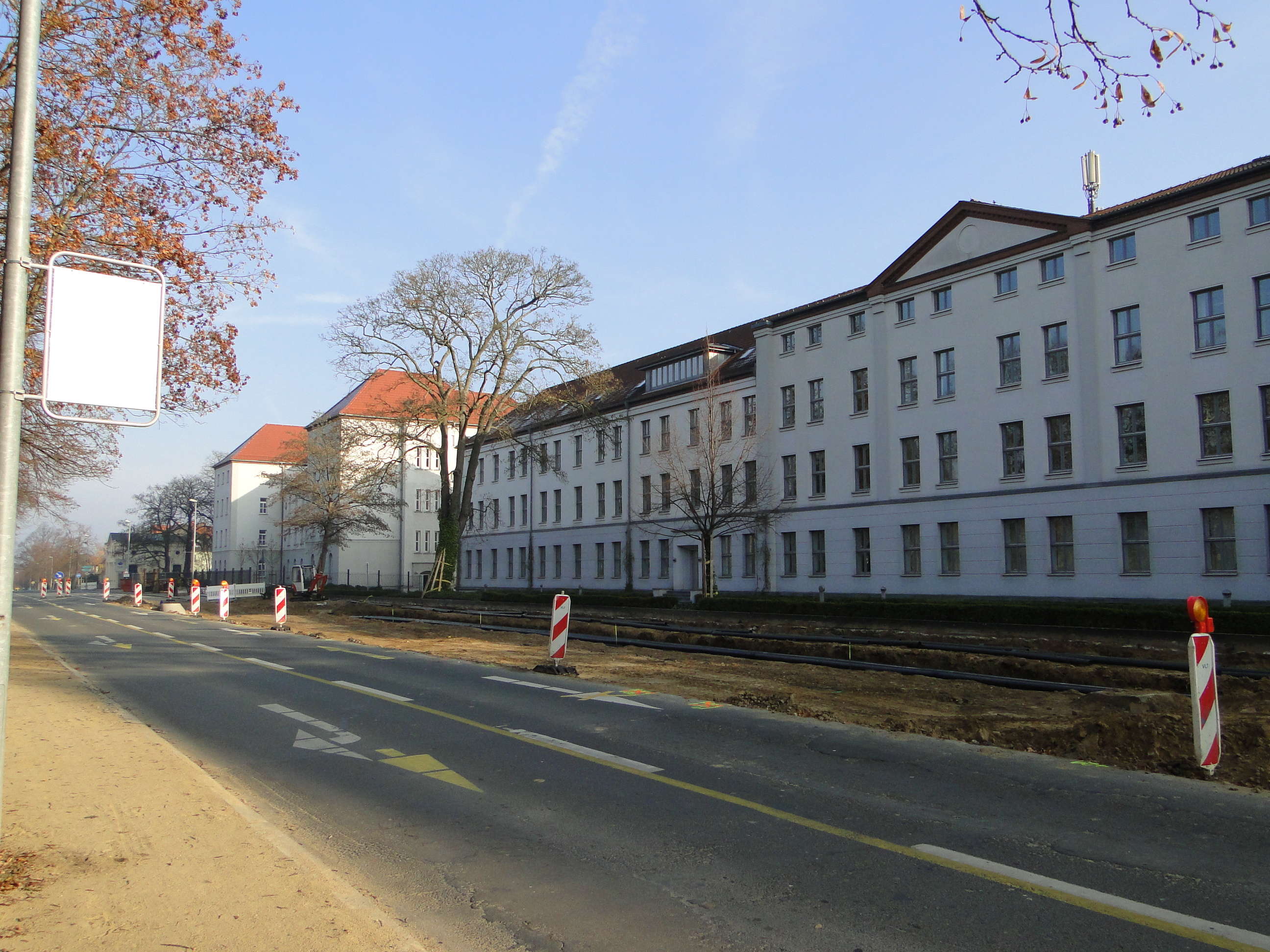
Nr. 4: Landesamt

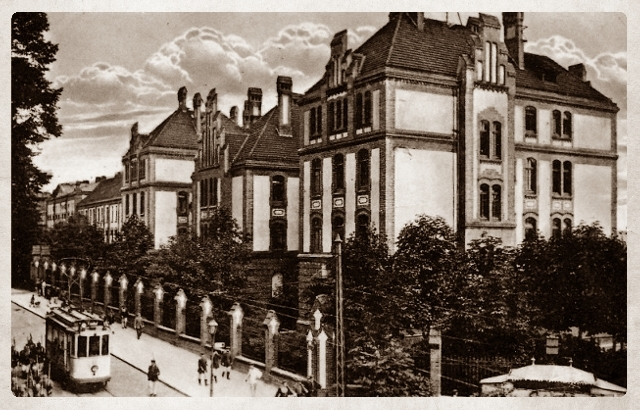
1905: Infanterie-Kaserne Werderstraße

Die Schelfe (= Schilf) nördlich der Schweriner Altstadt ist bereits seit dem 11. Jahrhundert belegt und das Gebiet gehörte seit 1284 bis um 1648 dem Bischof.
1705 war die Schelfe noch weitgehend unbebaut, als Herzog Friedrich Wilhelm I. die Schelfstadt (auch Neustadt genannt) gründete und Jakob Reutz († 1710) die Pläne dafür zeichnete und die Schelfkirche entwarf.
Historisch entstand die Straße in drei Abschnitten: 1819 entstand der nördliche Teil der damals als Werderallee bezeichneten Straße von der Amtsstraße zum Schelfwerder. 1832 wurde die Schelfstadt Stadtteil von Schwerin und die Straßen vernetzt. 1837 kehrten die Herzöge von Ludwigslust nach Schwerin zurück, und der Ausbau von Schwerin zur Residenzstadt begann. Der Schweriner Marstall und die Uferpromenade zum Schloss entstanden 1842. Die Gebiete um das Große Moor und an der Werderstraße wurden trockengelegt und besiedelt. Zwei- und dreigeschossige Fachwerkhäuser entstanden. 1858 veranlasste der Großherzog den Bau des noch als Annenstraße bezeichneten südlichen Teils der Werderstraße; die Straße (1864) sowie die denkmalgeschützten Steinhäuser (Nr. 125–141) entstanden um 1863/66. Demmlers Verschönerungsplan sah 1863 die Verlängerung der Werderallee zum Marstall vor. Nach 1871 wurden große Mietshäuser gebaut und um 1900 kleinere Gebäude deshalb abgerissen. Die neue Bebauung fügte sich nicht immer in das einheitliche Gesamtbild ein. 1910 wurde zwischen Marstall und Amtstraße der mittlere Teil der Straße als Alexandrastraße eingefügt. Nun war der Straßenzug vom Schloss bis zum Paulsdamm von 1842 nach Güstrow durchgängig befahrbar.
Die Werder-Kaserne aus der Kaiserzeit wurde ergänzt um Kasernen der 1930er Jahre und als Kurt-Bürger-Kaserne in der DDR-Zeit genutzt. Einige Kasernenbauten wurden nach 1991 an das Land abgegeben; die Werder-Kaserne an der Walther-Rathenau-Straße dient u. a. als Sitz des Landeskommandos Mecklenburg-Vorpommern.
Nach der Wende wurde 1995 der für die Straße dominante Werderhof gebaut. Im Verbund mit der Bundesgartenschau 2009 entstand bis August 2008 der neu gestaltete Stadthafen mit Vorplatz am sogenannten Beutel beim Werderhof; durch die erweiterten Wasserflächen wurde der Schweriner See städtebaulich besser einbezogen.
Verkehrlich wird die die Straße durch die Buslinien 10 und 11 der Nahverkehr Schwerin GmbH (NVS) erschlossen. Von 1909 bis 1969 durchfuhr die Straßenbahn mit der Linie 2 die Straße in einem Teilbereich.

## Gebäude, Anlagen (Auswahl)

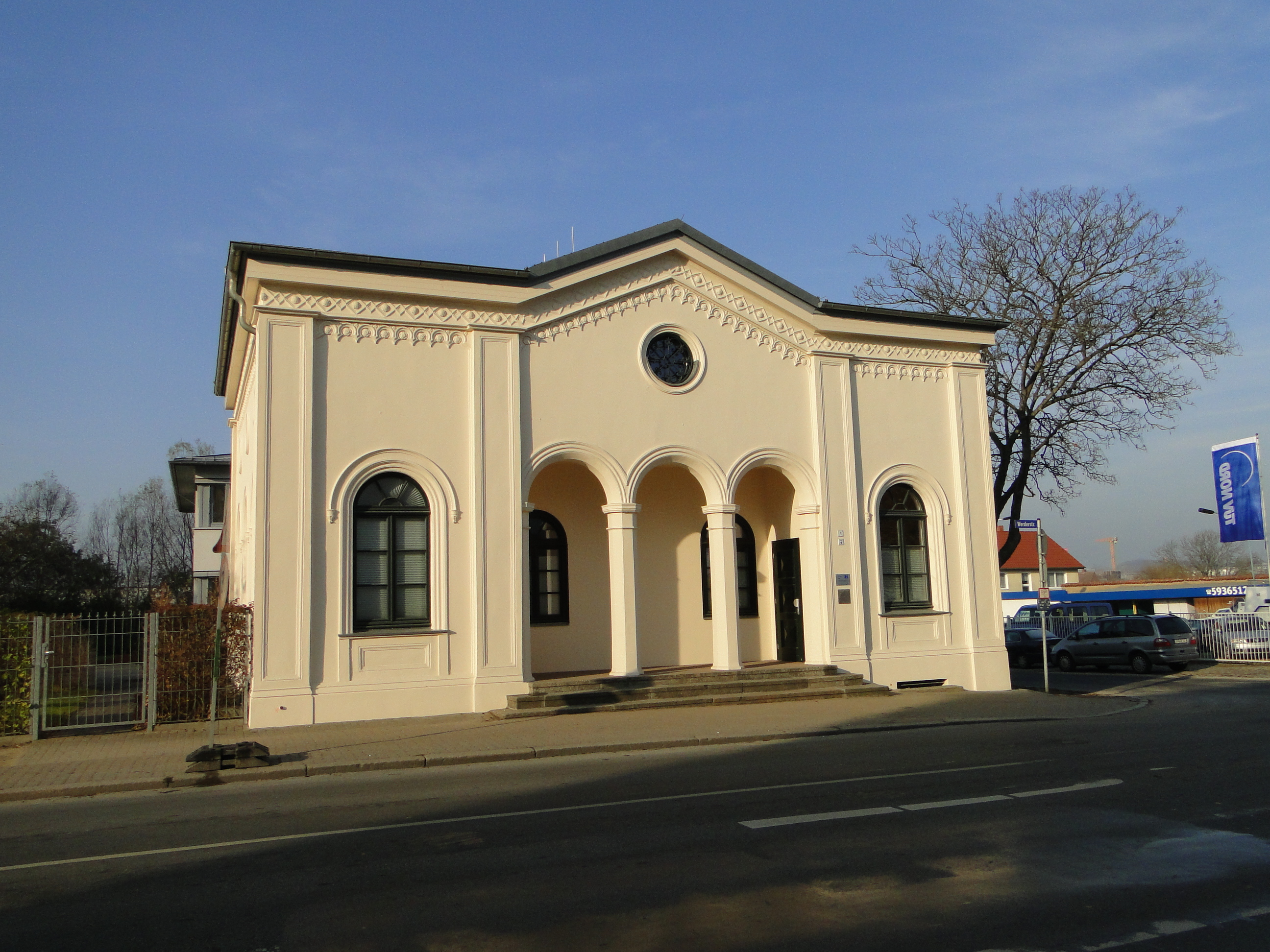
Nr. 2: Güstrower Torhaus

An der Straße stehen zumeist zwei- bis fünfgeschossige Gebäude. Die mit (D) gekennzeichneten Häuser stehen unter Denkmalschutz.
- Nr. 1 und 2: Zwei 1- und 2-gesch. klassizistische ehem. Güstrower Torhäuser von um 1840 bis 1848 (D) nach Plänen von Hofbaumeister Georg Adolph Demmler; ehem. Zollhäuser, Nutzung heute durch Firmen
- Schelfpark Lagerstraße bis Knaudtstraße; ehemaliger Schelffriedhof Schwerin von um 1772, 1925 umgestaltet zu einem 1,5 Hektar großen Garten- und Landschaftspark (D), Grabmal von Heinrich Alexander Seidel
- Nr. 4: 3.gesch. 40-achsiges Verwaltungsgebäude des Staatlichen Bau- und Liegenschaftsamtes Schwerin (SBL) mit einem 4-gesch. 10-achsigen Mittelrisalit, früher Jäger-Kaserne des Jäger-Bataillon Nr. 14
- Walther-Rathenau-Straße 2a: Werder-Kaserne mit Sitz des Landeskommandos Mecklenburg-Vorpommern der Bundeswehr
- Nr. 6 bis 16: 4- und 5-gesch. Wohnhäuser, teilweise im Stil der Gründerzeit
- Nr. 20: 2-gesch. Wohnhaus (D) mit zwei markanten Zwerchhäusern, Fachwerkhaus
- Nr. 25: 4-gesch. Wohnhaus mit seitlichem Giebelrisalit und hohem Sockelgeschoss; 2012 saniert
- Nr. 28a: 2-gesch. Wohnhaus mit Walmdach; früher Pförtnerhaus des ehem. städtischen Krankenhauses, der Werderklinik (D)
- Nr. 30 / Robert-Koch-Straße 42: 5-gesch. Verwaltungsgebäude der VR-Bank Schwerin (D); Hauptgebäude der ehem. Werderklinik, bestehend aus zwei mit einem Zwischentrakt verbundenen Häusern: Dem 3-geschossigen klassizistischen Krankenhaus (Demmlerbau) von 1841 nach Plänen von Georg Adolf Demmler und dem (Hamann-Bau) von 1930/31 nach Plänen von Andreas Hamann im Bauhausstil sowie Glaskubusanbau mit Saal und Ausstellung zur Geschichte des Klinikkomplexes; Sanierung 2011/14 nach Plänen vom Architektenbüro Brenncke
- Nr. 42: 2-gesch. Fachwerkhaus mit Pension und Café Karina
- Nr. 44a: 5-gesch. Wohnhaus im Gründerzeitstil
- Nr. 45: 3-gesch. Wohnhaus von um 1900 (D), mit Fachwerk, saniert 2007
- Nr. 48: 2-gesch. Wohn- und Geschäftshaus (D); Eckhaus mit Getränkehandel, Satteldach mit Segmentbogen
- Nr. 53: 3-gesch. neoklassizistisches Wohnhaus (D)
- Nr. 55: 3-gesch. Wohnhaus (D) mit Fachwerk
- Nr. 57: 2-gesch. Wohnhaus (D)
- Nr. 59/59a: Zwei 5-gesch. Wohnhäuser der 1920er Jahre zwischen den 2-gesch. Häusern
- Nr. 61: 2-gesch. Wohn- und Geschäftshaus (D) mit überputztem Fachwerk
- Nr. 63: 2-gesch. Wohnhaus (D) mit Fachwerk und Zwerchhaus
- Nr. 65: 2-gesch. Wohn- und Geschäftshaus (D) mit Fachwerk und Dachhaus
- Nr. 67: 4-gesch. Wohn- und Geschäftshaus im Gründerzeitstil mit seitlichem Giebelrisalit
- Nr. 69: 2-gesch. Wohnhaus mit Fachwerk

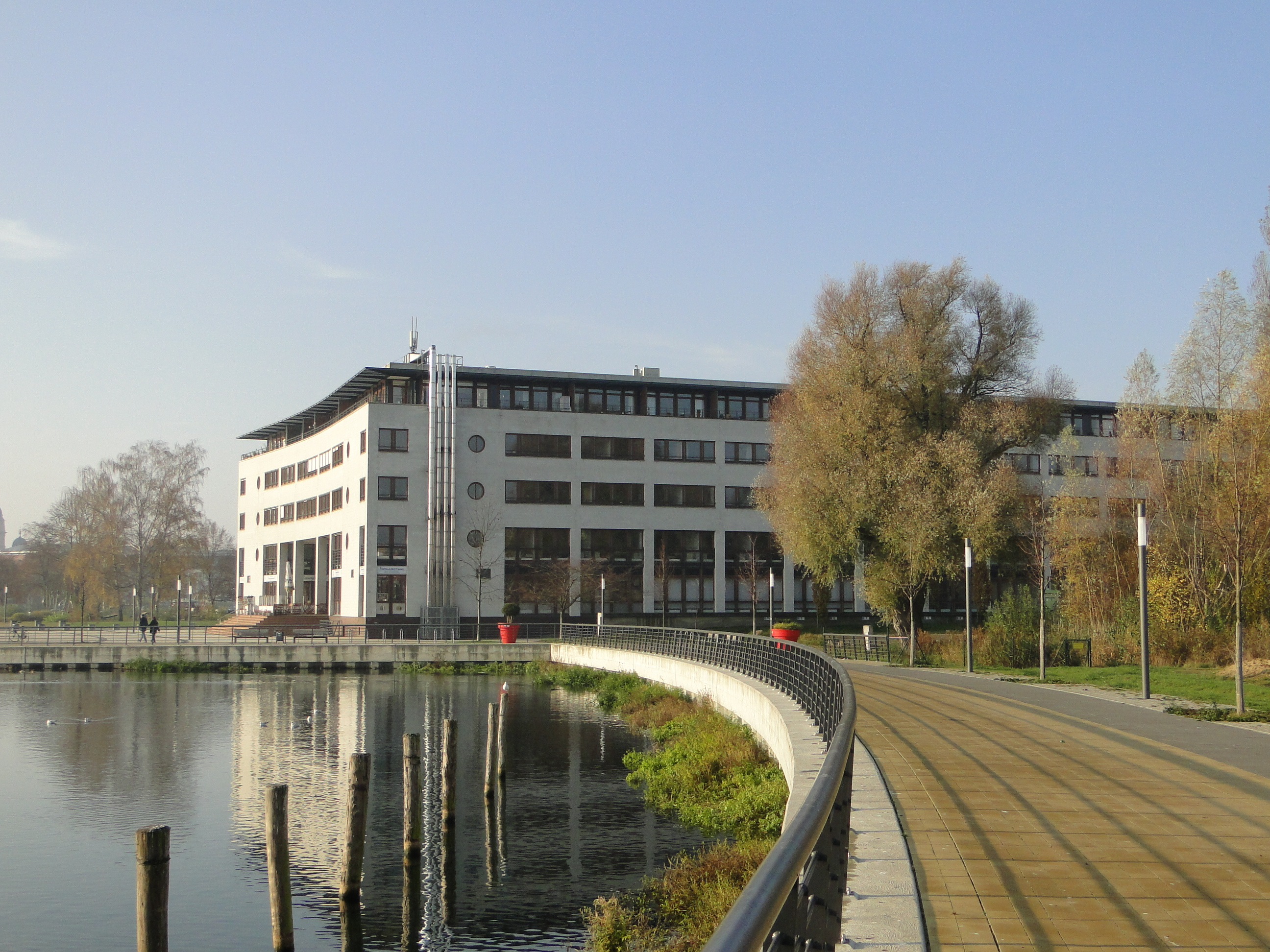
Nr. 74: Werderhof

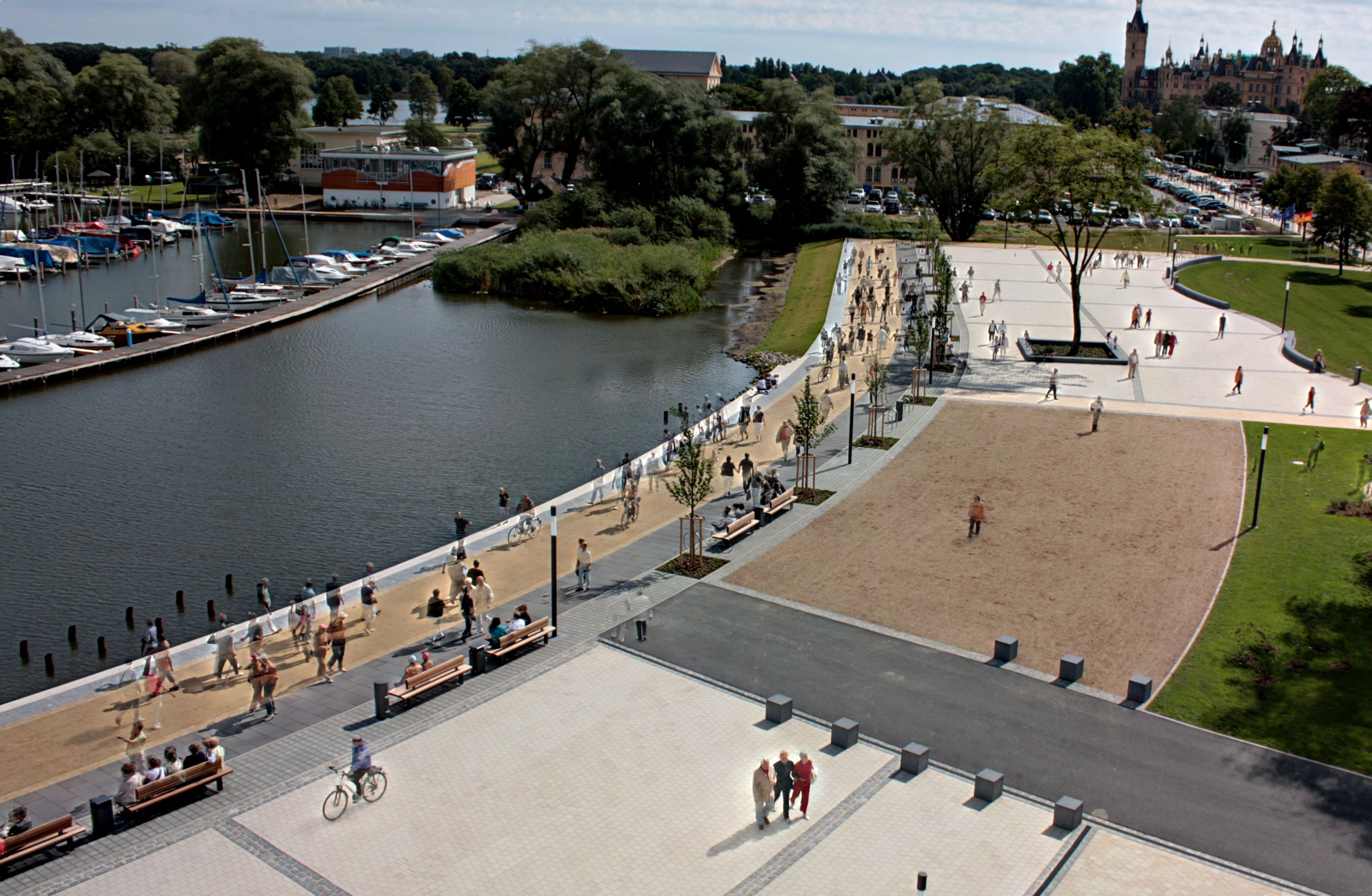
Promenade am Stadthafen

- Nr. 71: 3-gesch. Wohnhaus mit Fachwerkfassade
- Nr. 73: 3-gesch. Wohn- und Geschäftshaus von 1760 (D) als Fachwerkbau; Sanierung sowie Erneuerung und Erweiterung der 1-gesch. Hofgebäude nach Plänen von Roland Schulz; Baupreis - Attraktive Innenstadt - der Landeshauptstadt Schwerin 2005
- Amtstraße Nr. 3: 1- und 3-gesch. Heinrich-Heine-Schule mit Mansarddach
- Nr. 74: 4-gesch. Werderhof mit Staffelgeschoss von um 1995 als Wohn-, Büro-, Bank- und Geschäftshaus um einen Innenhof mit zwei Restaurants am Stadthafen Schwerin
- Stadthafen Schwerin mit neuer Promenade von 2008 sowie Spielplatz
- Nr. 87, Ecke Jahnstraße: 3.gesch. verputztes Wohnhaus von 1920 mit runder Eckausbildung nach Plänen von Willy Taebel
- Nr. 89: 3-gesch. neues Wohnhaus von 2017 mit Staffelgeschoss

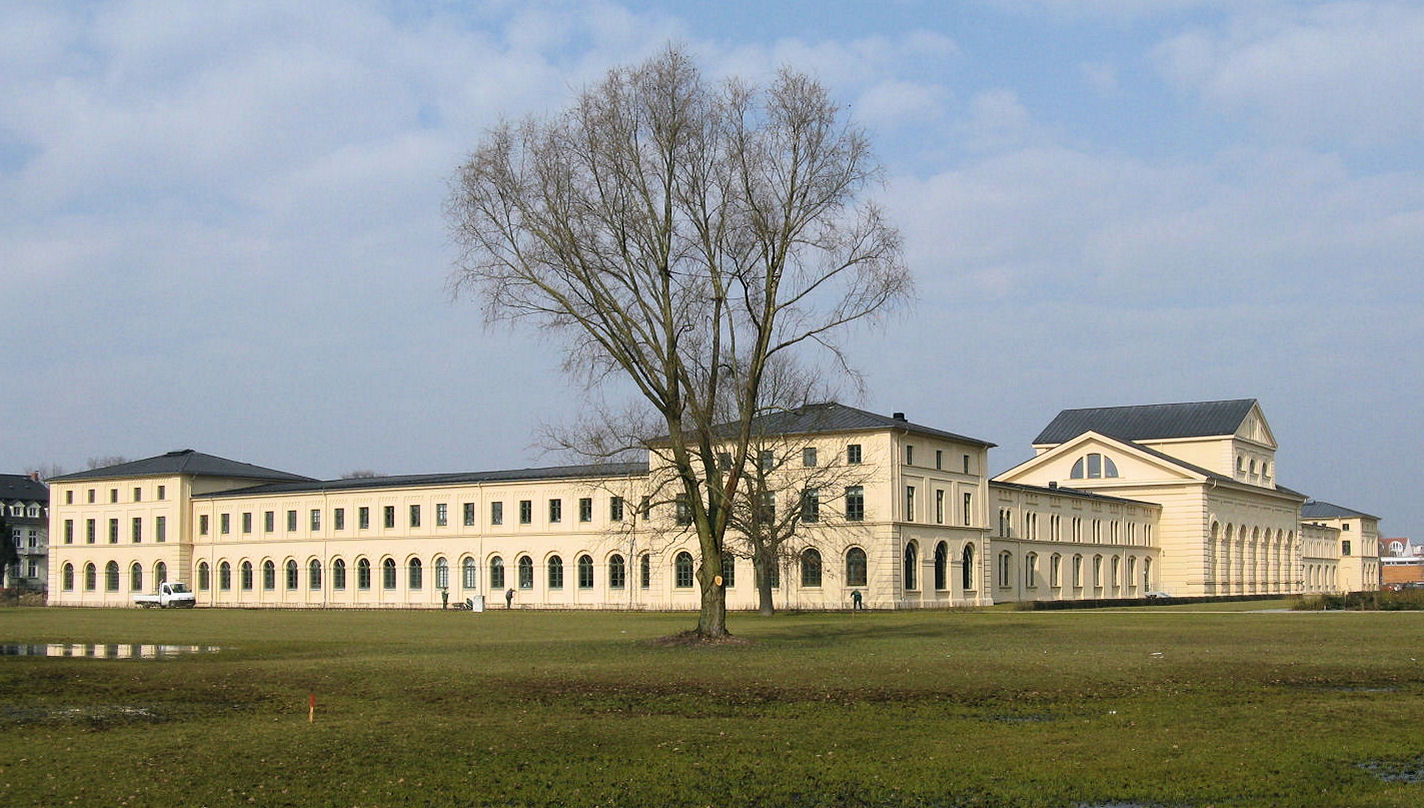
Nr. 124: Marstall

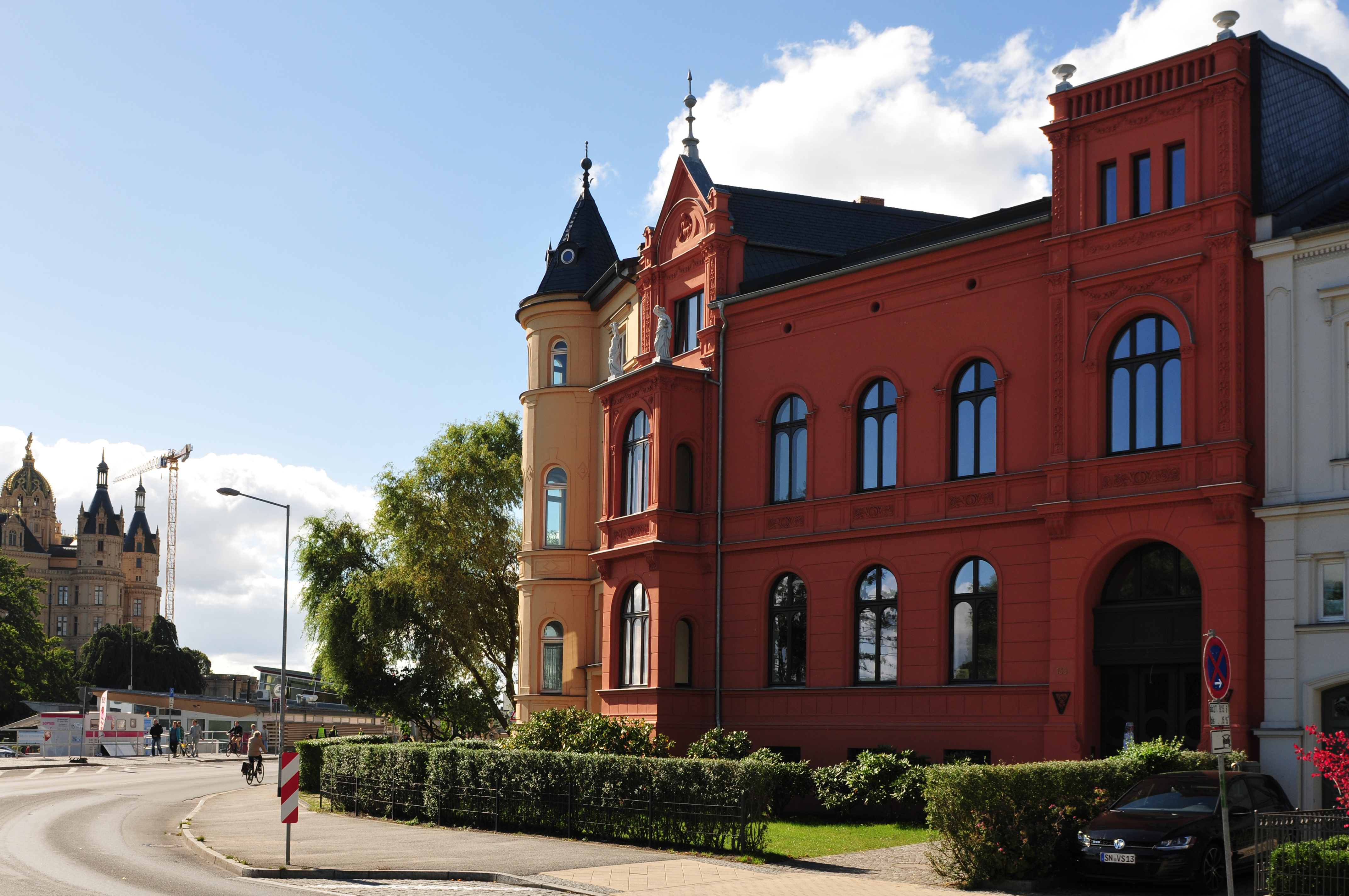
Nr. 135/137 und Schloss

- Nr. 124: 2- und 3-gesch. Verwaltungsgebäude des Ministeriums für Bildung, Wissenschaft und Kultur und des Ministeriums für Soziales (D), ehem. Schweriner Marstall auf der Marstallhalbinsel
- Parkplatz Altstadt
- Großer Moor Nr. 56: 2-gesch. Haus mit Restaurant und Café in der ehemaligen Herzoglichen Dampfwäscherei
- Villenensemble Werderstraße 125 bis 141
  - Nr. 125: 3-gesch. neoklassizistisches Wohnhaus von 1866 (D) als Reihenvilla nach Plänen von Hofmaurermeister Ferdinand Schultz mit Torwegportal im Rundbogen, abgeschrägte, übergiebelte Eckachse mit Eck-Erker, Umbau von 1867[3]
  - Nr. 127: 2-gesch. neoklassizistisches Wohnhaus von um 1863 (D) nach Plänen von Schultz, saniert 2012
  - Nr. 129: 2- und 3-gesch. neoklassizistisches Wohn- und Bürohaus von um 1863 (D) nach Plänen von Schultz, Wintergartenanbau in Eisen und Glas von 1900  mit umlaufendem Liliendekor; frühe Eigentümer/Bewohner: u. a. um ab 1866 Frau von Schack, um 1878 Ministerialdirektor von Amsberg, um 1892 Oberhofmeister Graf von Bassewitz
  - Nr. 131: 2- und 3-gesch. Wohnhaus von um 1863 (D) nach Plänen von Schultz, mit Erker und hohem Souterrain
  - Nr. 133: 3-gesch. neoklassizistisches Wohnhaus von um 1863 (D) nach Plänen von Schultz, mit späterem Wintergarten
  - Nr. 135: 3-gesch. neoklassizistisches rotes Wohnhaus von um 1866 (D) nach Plänen von Hermann Willebrand, saniert 2014
  - Nr. 137: 2-gesch. neoklassizistisches Wohnhaus von um 1866 (D) nach Plänen von Willebrand, mit einem 3-gesch. runden Türmchen; Eigentümer 1869: Adolf von Sell
  - Nr. 139: 2-gesch. neoklassizistisches Verwaltungsgebäude (D); ehem. Wohnhaus von um 1866 mit Sockelgeschoss, Pilaster mit floralen Kapitellen
  - Nr. 141: 2- und 3-gesch. neoklassizistisches freistehendes Verwaltungsgebäude von 1864 (D) mit Sitz der Staatlichen Schlösser, Gärten und Kunstsammlungen Mecklenburg-Vorpommern; ehem. Wohnhaus nach Plänen von Schultz mit hohem Sockelgeschoss und Wintergarten mit farbigen Bleiverglasungen

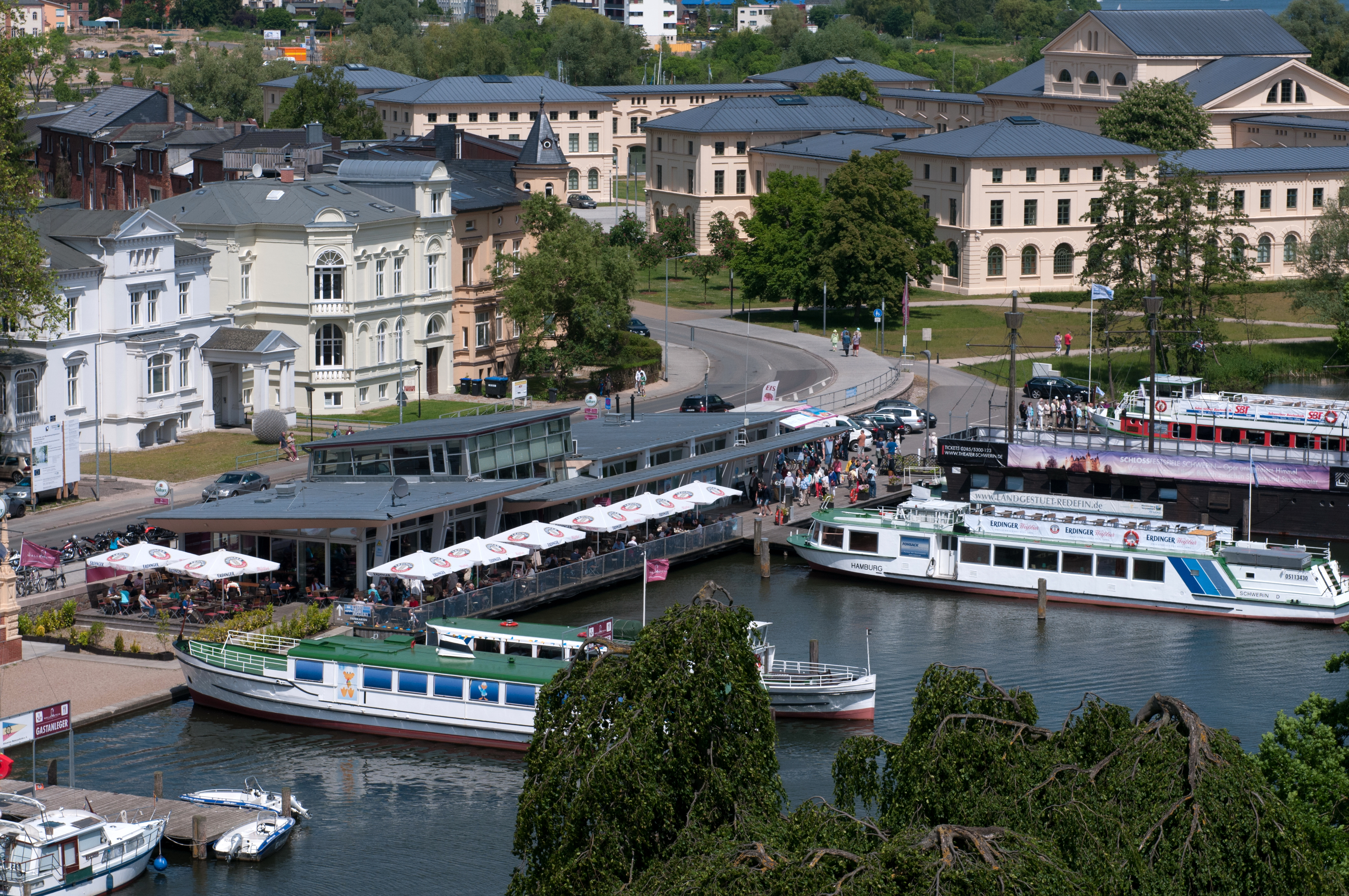
Anleger Weiße Flotte, darüber Schweriner Marstall und Villen

- Alter Garten Nr. 3: 2- und 3-gesch. Staatliches Museum Schwerin – Kunstsammlungen, Schlösser und Gärten mit mehr als 100.000 Kunstwerken; historisierendes Gebäude in Stil der „griechischen“ Renaissance von 1882 nach Plänen von Hermann Willebrand (1816–1899)
- Anlegestelle der Weißen Flotte
- Lennéstraße: Schweriner Schloss

### Denkmale, Gedenken
- Nicht erhalten das Kriegerdenkmal 1870/71 des Mecklenburgischen Jägerbataillons Nr. 14 am Güstrower Tor
- Stolpersteine Schwerin bei Gebäude
  - Nr. 33: Für Otto Trost (1888–1943)

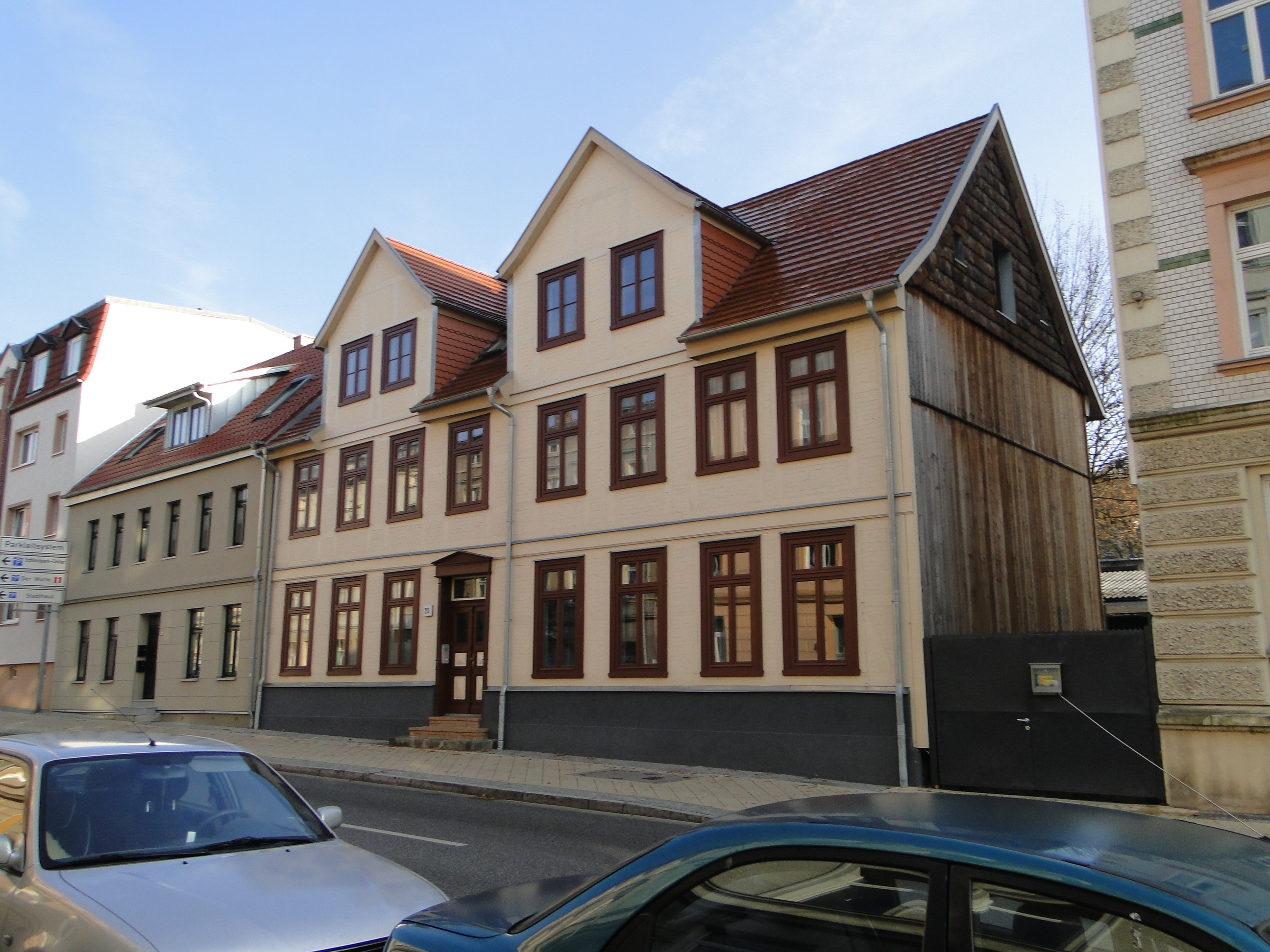
Nr. 16–20
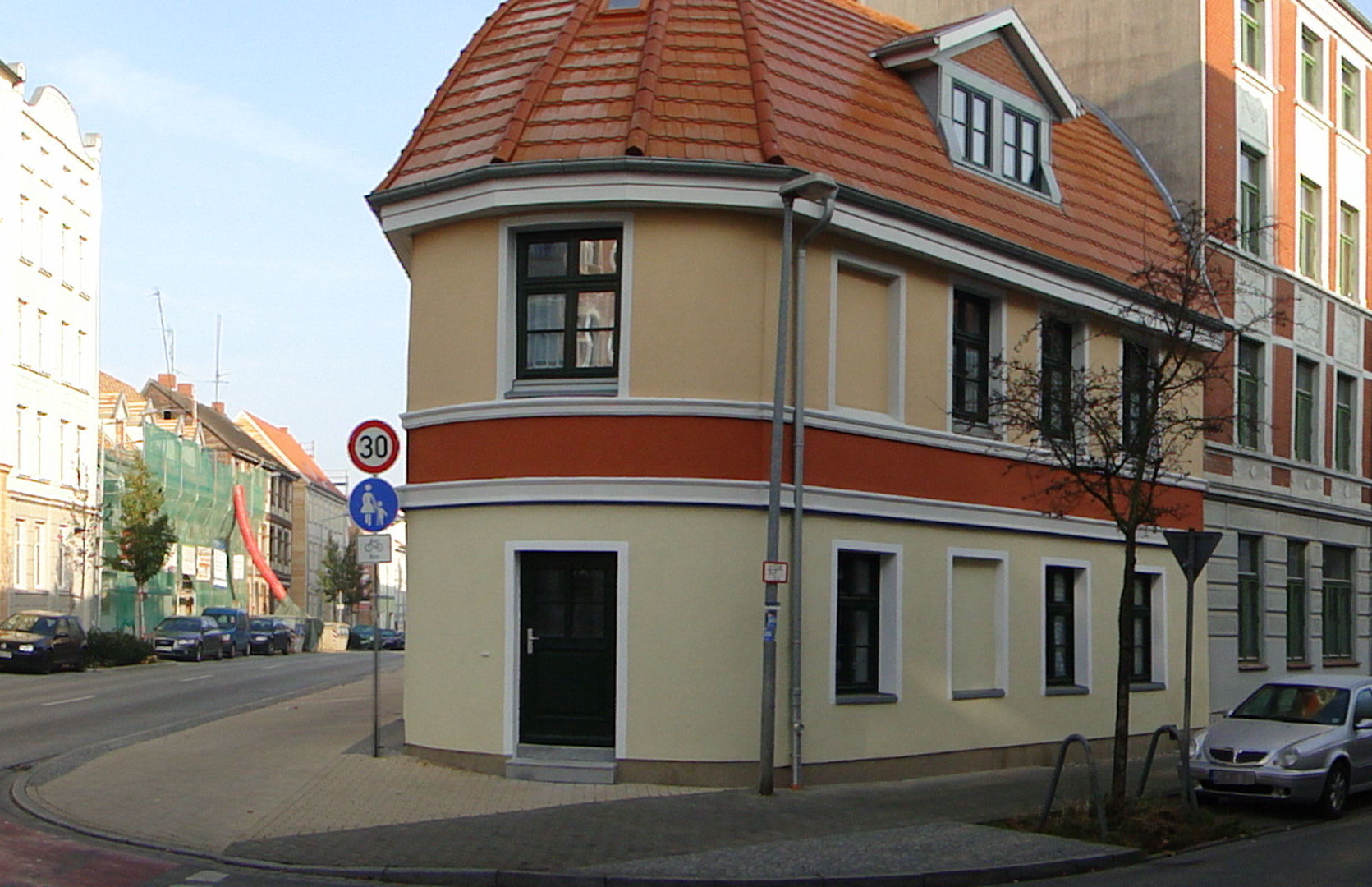
Nr. 48 Ecke Bornhövedstraße
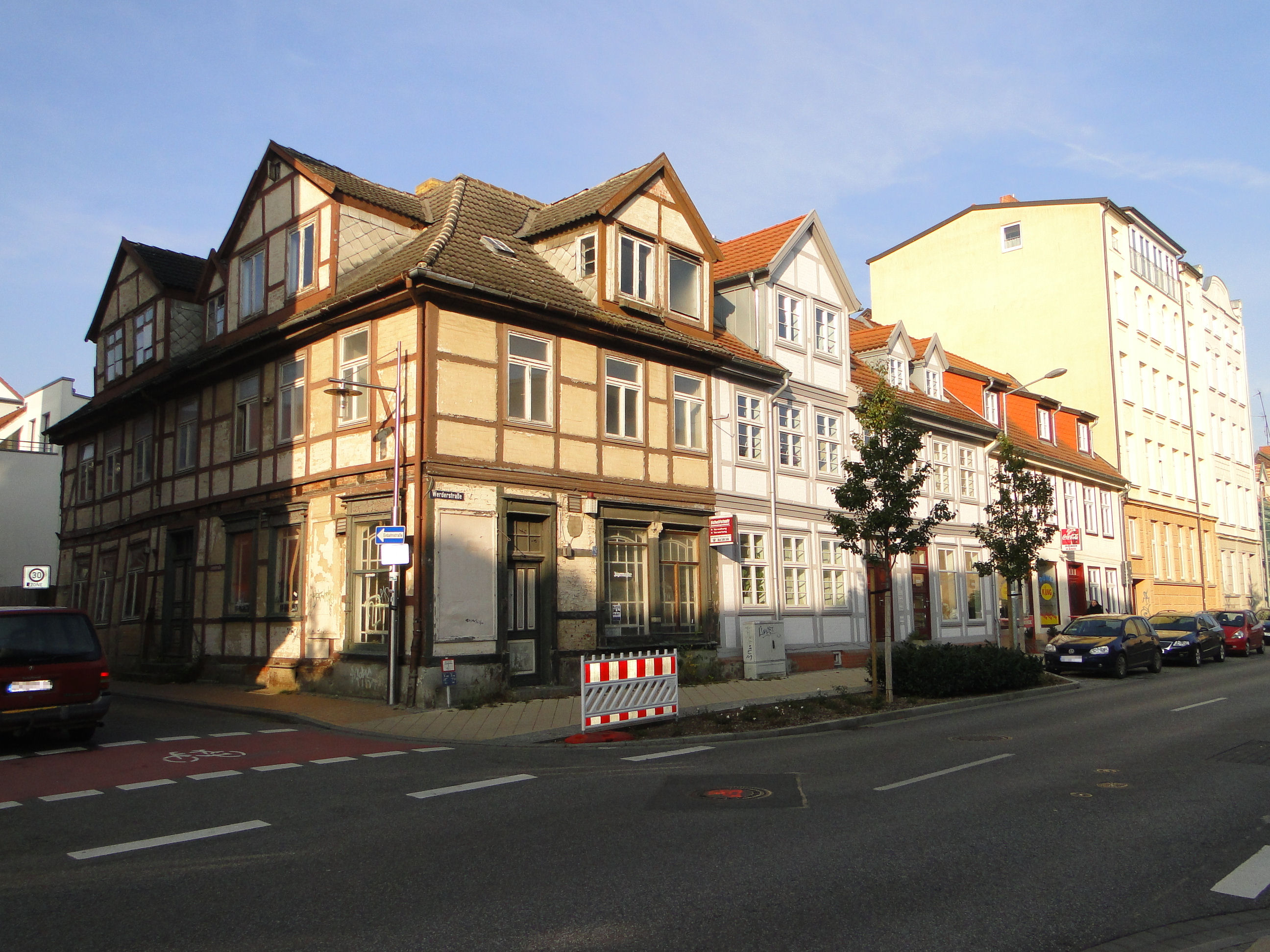
Nr. 61–69 Ecke Lehmstrasse
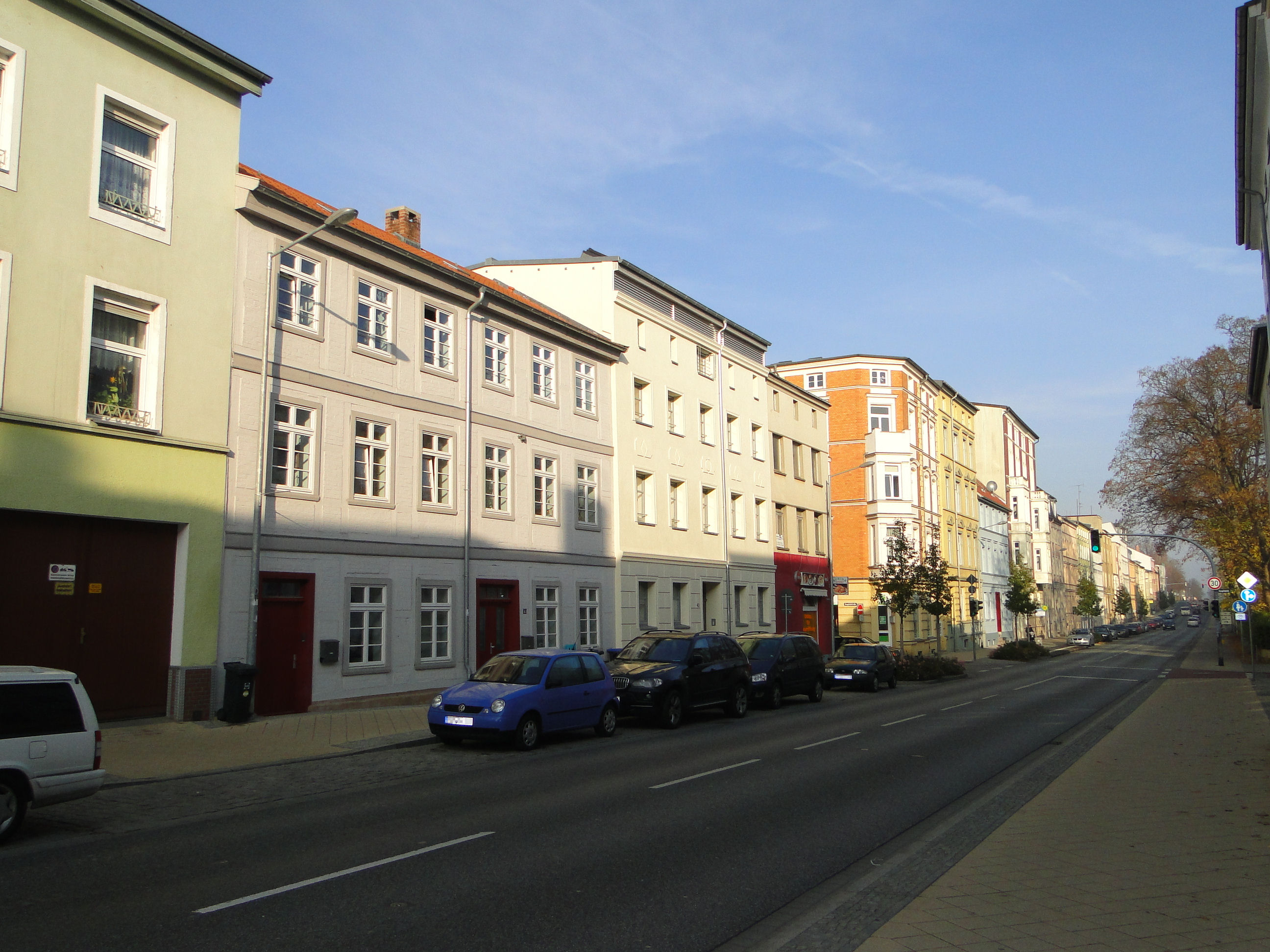
Nr. 35–47
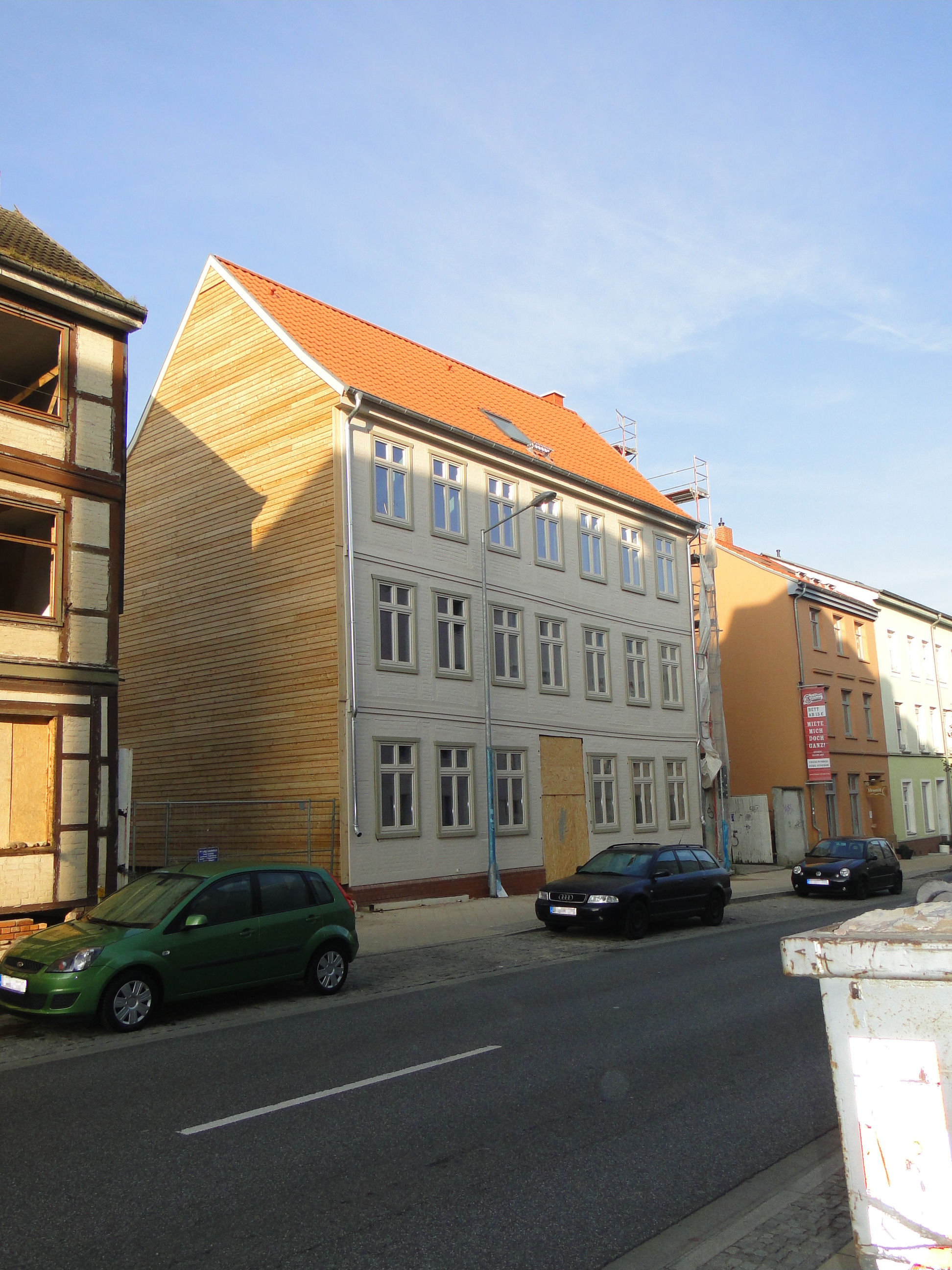
Nr. 52
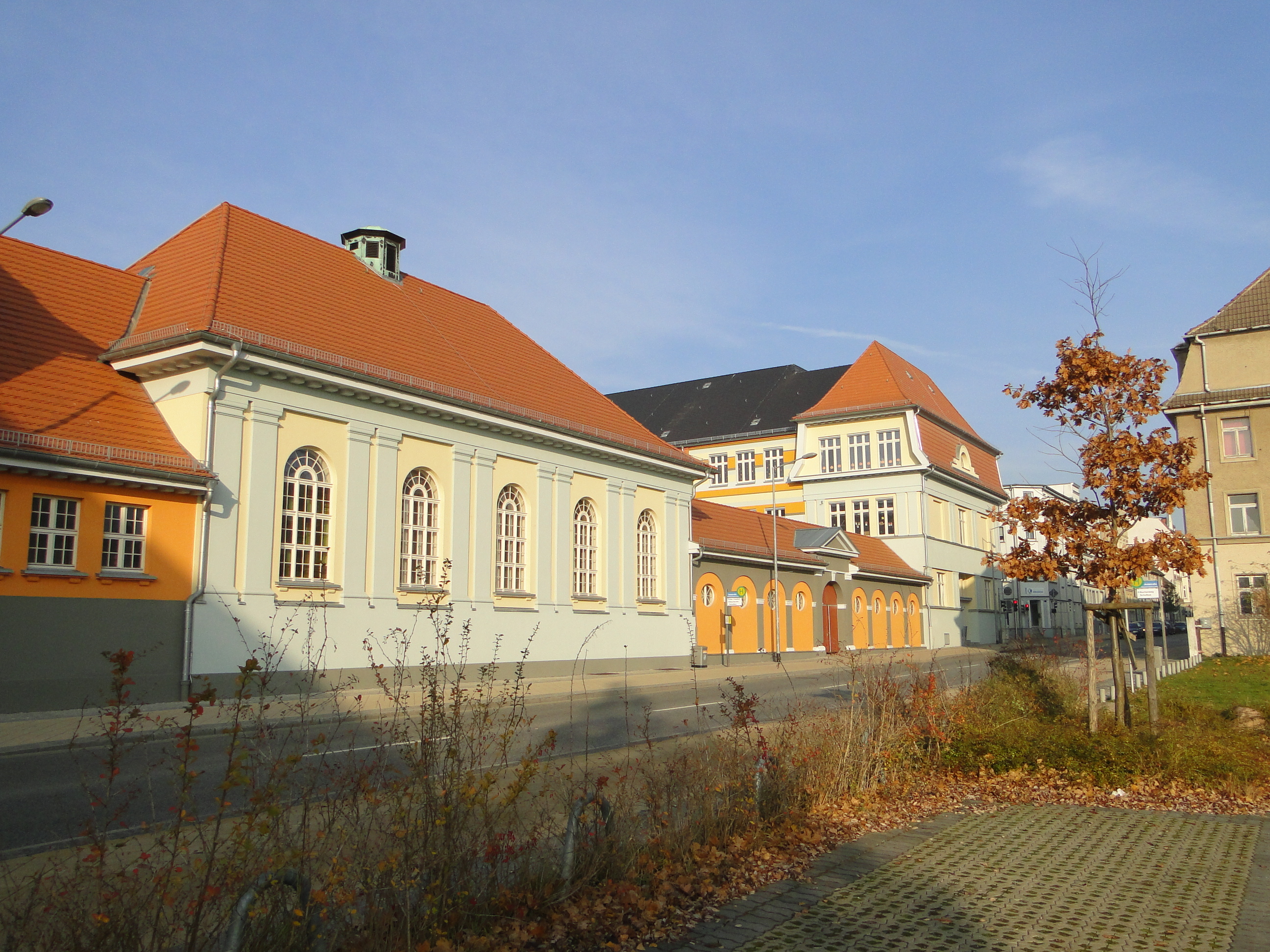
Heinrich-Heine-Schule
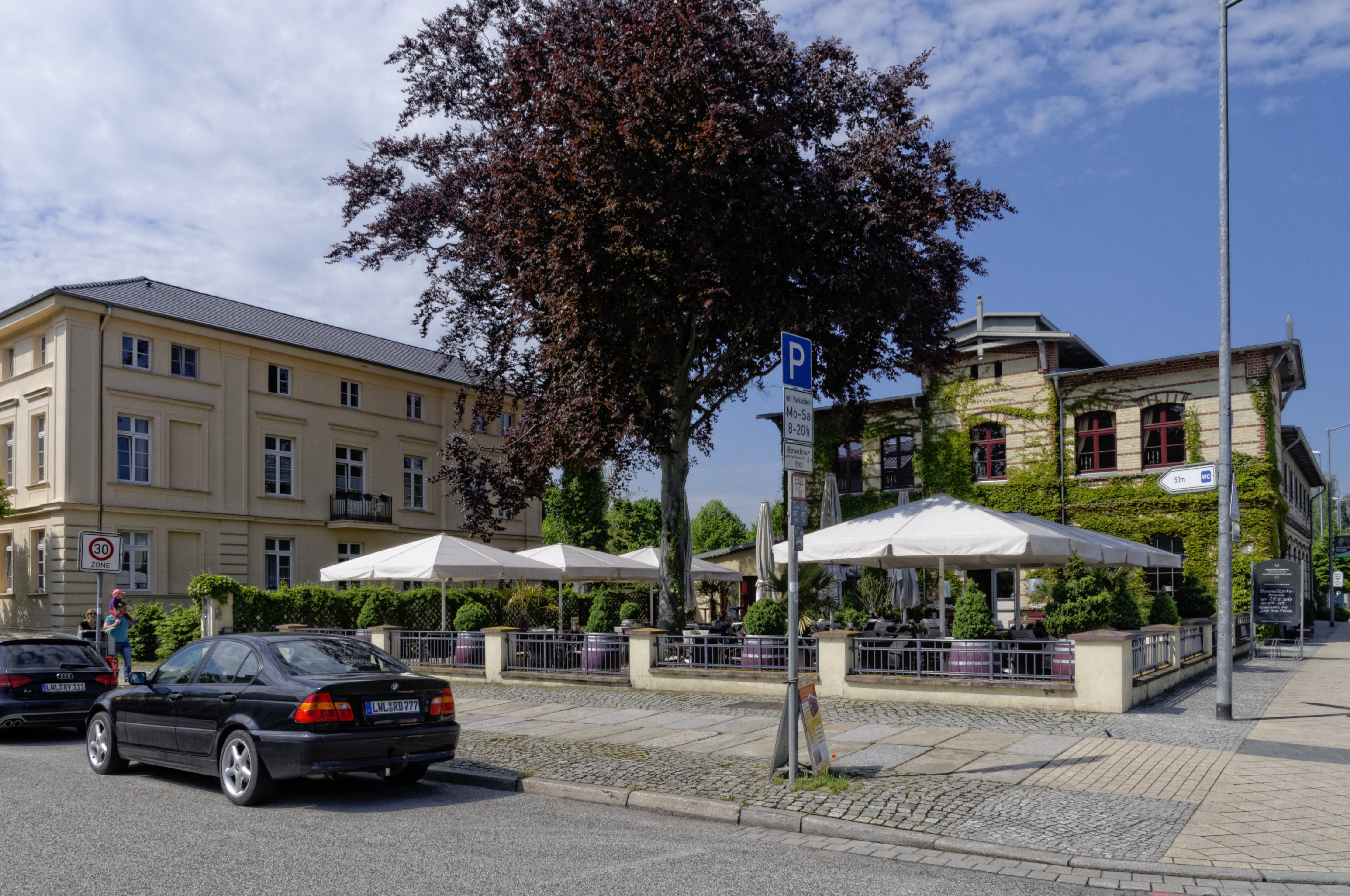
Großer Moor 56
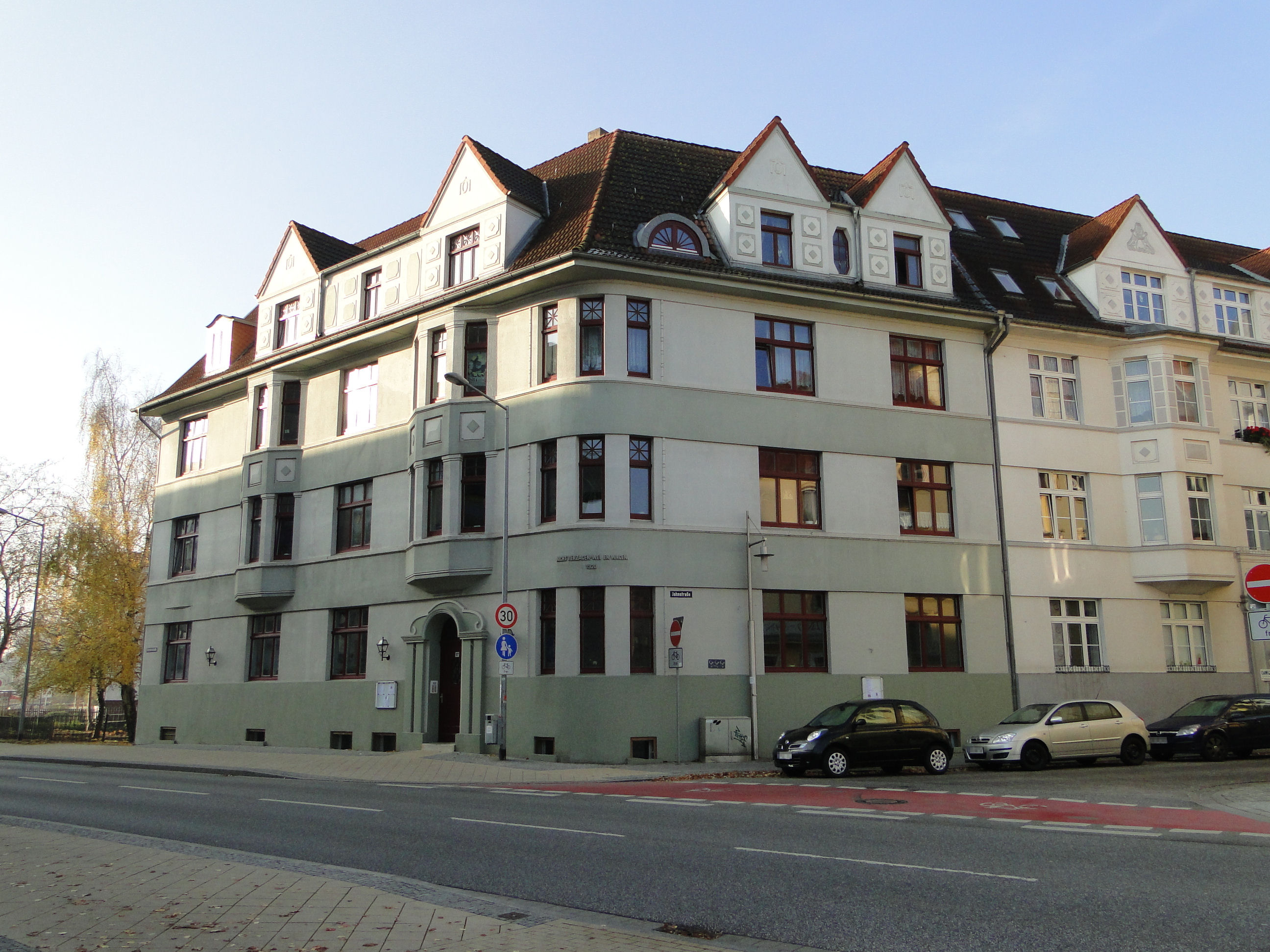
Nr. 87 Ecke Jahnstrasse
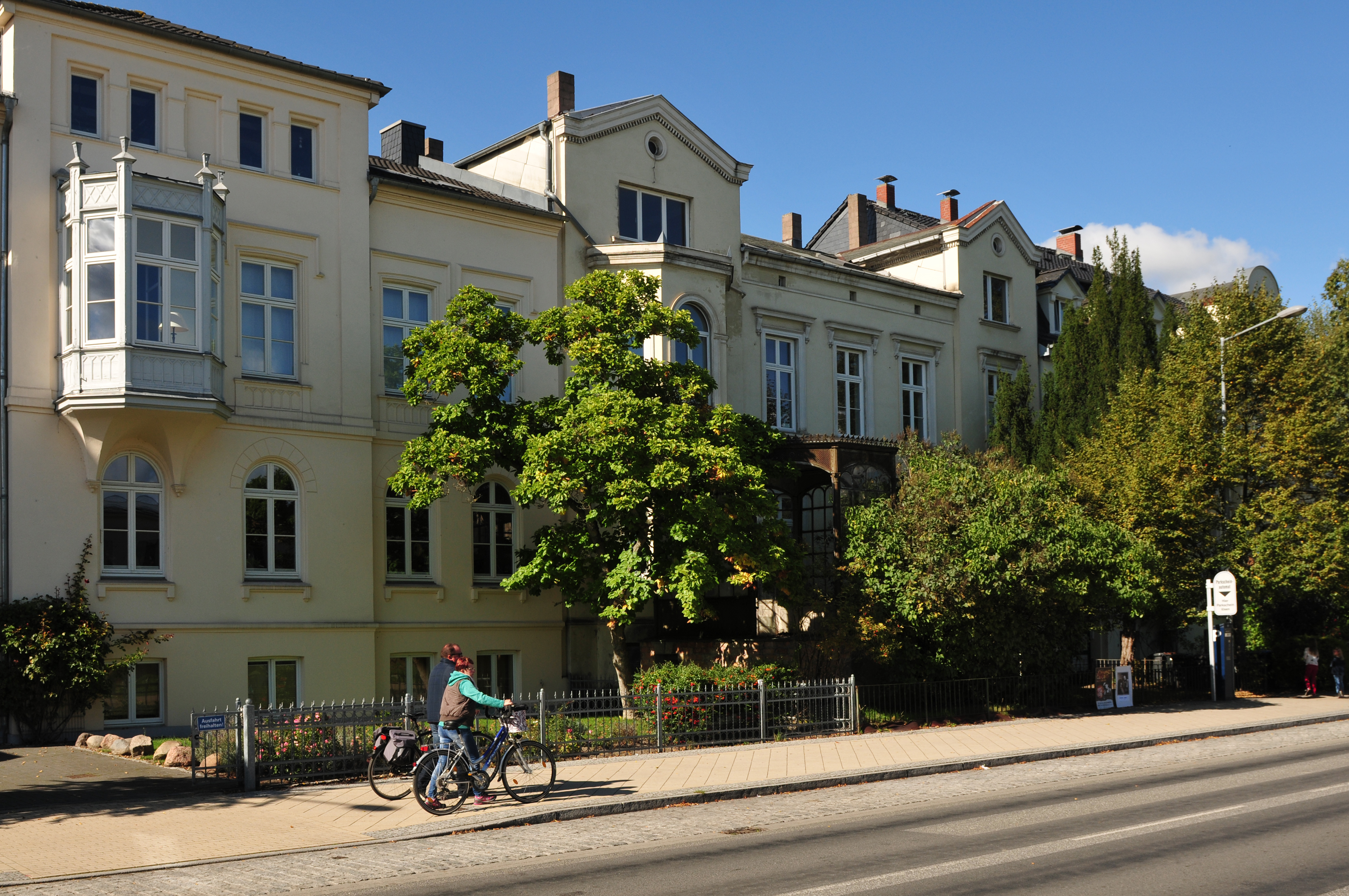
Nr. 127–131
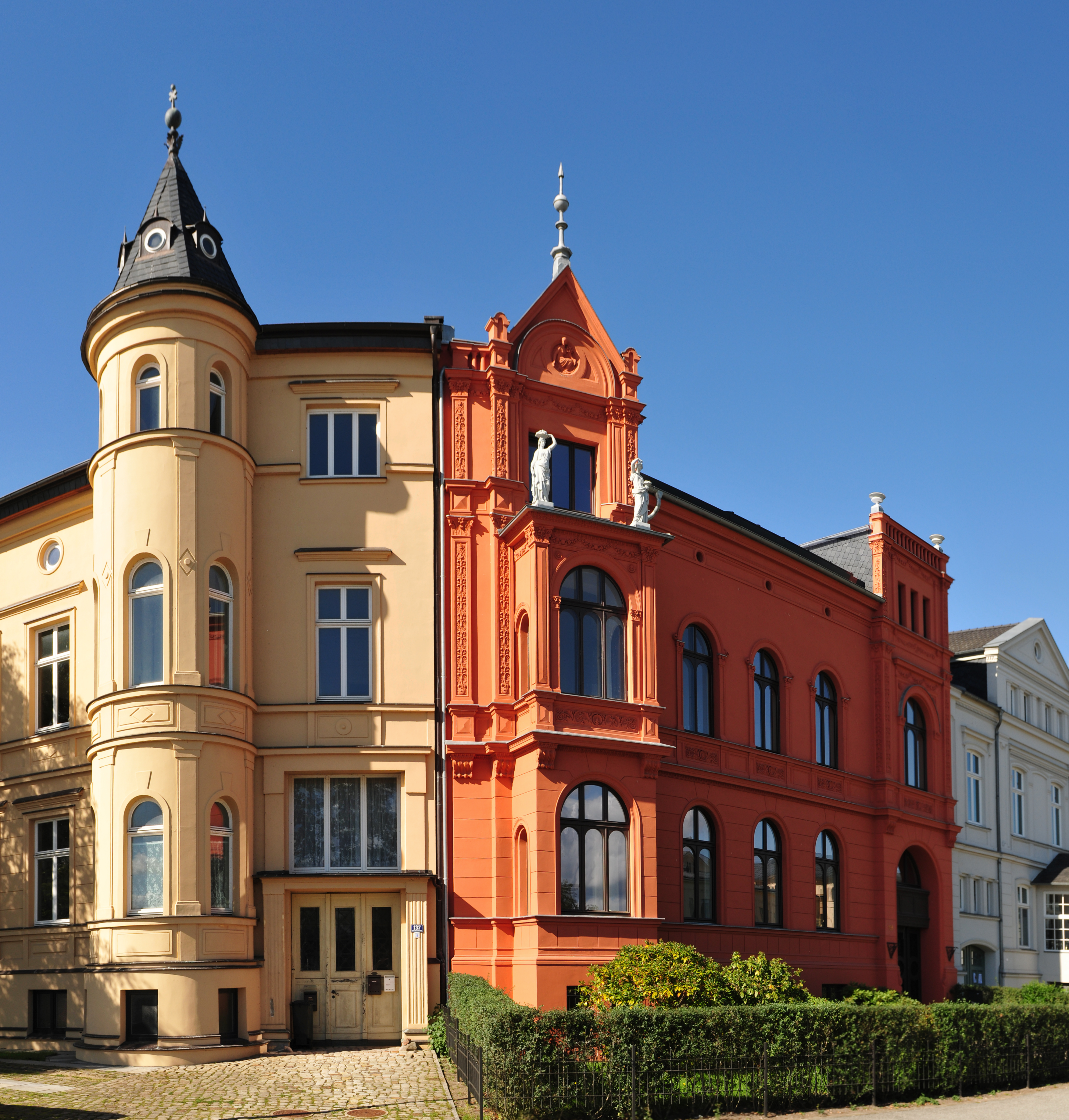
Nr. 137/135
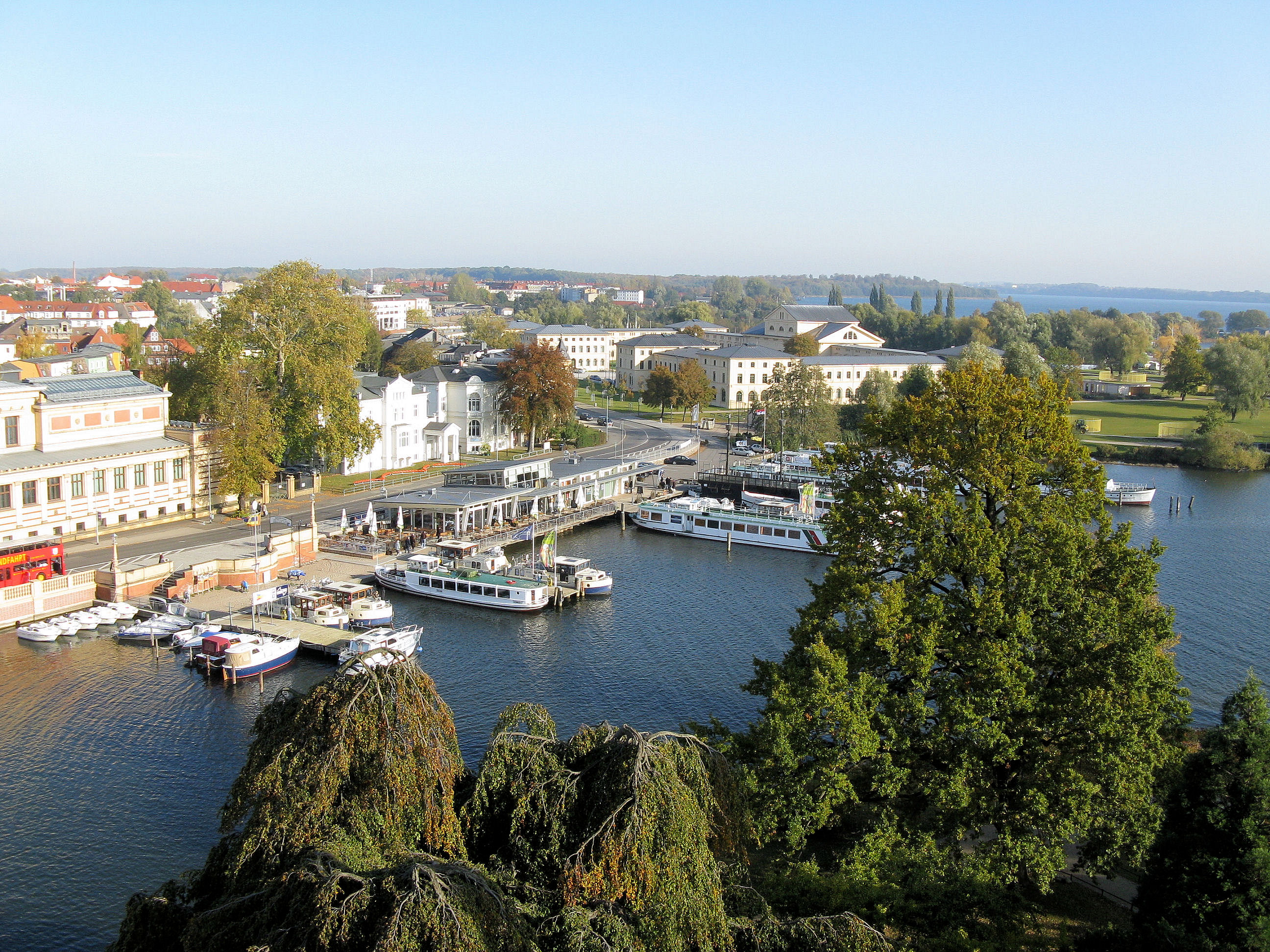
Anlegestelle und Marstall
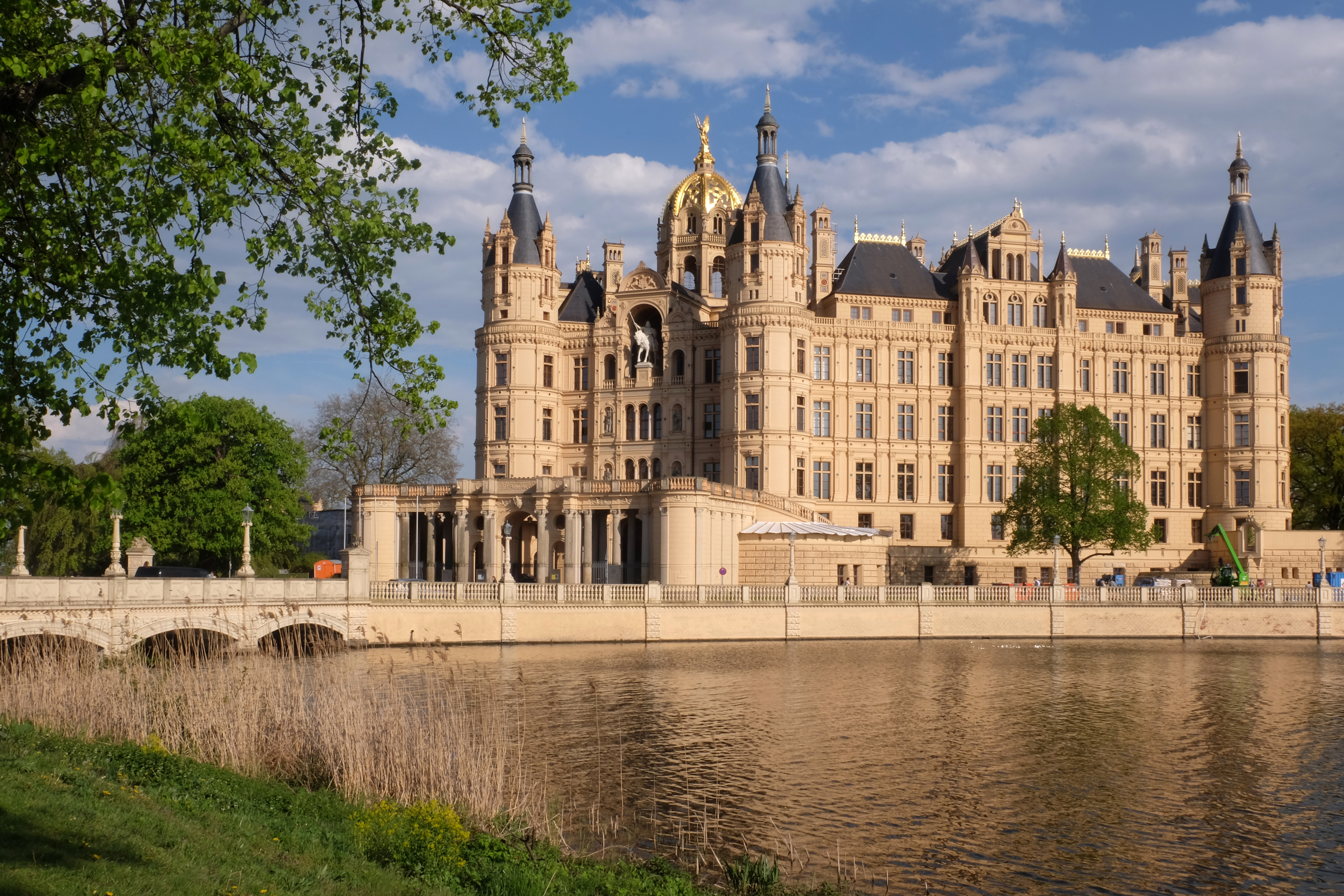
Schweriner Schloss